# Валенко Андрій Анатолійович
Андрій Анатолійович Валенко (нар. 11 квітня 1964, Львів) — радянський і український футболіст, захисник.

## Життєпис
Закінчив Львівський інститут фізичної культури.
Почав грати на професійному рівні у 1985 році у хмельницькому «Поділлі». У чемпіонатах України виступав у складі «Галичини» (Дрогобич) та ФК «Львів», а також на аматорському рівні у львівському  «Соколі». Згодом грав за міні-футбольні команди «Україна» (Львів) та «Мета-Приватбанк» (Львів).
У 1992 році розпочав арбітраж з аматорів регіональних змагань. З 1996 року працював помічником арбітра у другій, а згодом і першій лігах. З 2003 по 2011 рік обслуговував матчі національного чемпіонату України.
Мешкає у Львові.